# Miller János Ferdinánd
Miller János Ferdinád (németül Johann Ferdinand Miller, latinul Joannes Eleemos. Ferdinandus Miller; Brassó, 1712 – Buda, 1766. november 28.), Buda szabad királyi város jegyzője, szindikusa, helytörténész.

## Élete
Apja, Miller József brassói származású volt, és császári katonaként 1717-ben halt meg, amikor VI. Károly császár csapatai elfoglalták Bukarestet. Ezután anyja, Béldi Eleonóra fiával együtt Budára költözött. Ott a félárva Miller Jánost a jezsuiták nevelték, és nyolc éves korában az evangélikus hitről a római katolikusra térítették. Tanulmányai befejezéseként jogot is végzett, majd Buda város szolgálatába állt. 1734-től városi kancelláriai járulnok, 1739-től kancellista, 1740-től árvaszámtartó (Pupillen Raithhandler), 1741-től pedig jegyző (notarius) vagy titkár lett. Eközben az 1739. évi pestisjárvány idején városi egészségügyi biztossá (commissarius in rebus sanitatis civicae) nevezték ki, majd 1740-ben a megkapta a polgárjogot. 1751-től haláláig a város szindikusa (tehát jegyzője és ügyésze) volt, de a forrásokban gyakran főjegyzőnek (juratus ordinarius notarius, notarius primarius) is nevezték. Munkássága során – nemesi oklevelének indoklása szerint – az elfekvő hagyatékokból 8000 forinttal gyarapította a várost, új rendszert vezetett be az árvák vagyonának kezelésére, összegyűjtötte a tűzvészek megelőzése érdekében szükséges intézkedéseket, és a város urbáriumát úgy szabályozta, hogy bárki külön megterhelése nélkül évente 1500 forinttal több folyt be a város pénztárába.
Amikor Mária Terézia királynő és családja 1751. augusztus 8-án a Pestről Budára érkezett, ő köszöntötte a vendégeket a város nevében a hajóhídnál, a vízivárosi katonai élelmiszertár (Provianthaus) mellett, ékes latin beszéddel, amely „nyilvános tetszést és örömet” okozott. Az 1751. és 1764/1765. évi pozsonyi országgyűléseken városának egyik követe volt, és ottani szolgálataiért a királynő arany emlékéremmel jutalmazta. Ugyancsak az országgyűlésen bizonyított „állhatatos hűségéért” kapott 1758. november 23-án magyar nemességet „brassói” előnévvel, valamint címert. Címere jobb oldali felső, vörös mezőjében hat szögletes követ, rajta arany golyót és koronát, jobb oldali alsó, arany mezőjében vörös tetőszerkezet alatt kéttornyú várkastélyt, bal oldali, kék mezőjében ezüst horgonyt arany kötéllel és két arany csillagot tartalmaz. (Bár egyik őse, Miller Sámuel, aki Bocskai István titkára volt, már 1604-ben erdélyi nemességet nyert.
Miller János Ferdinánd háza az Úri utca nyugati oldalán, majdnem a klarisszák kolostorával és templomával szemben állt (Úri utca 54-56.) Azonban a horvát (boszniai) ferencesek vízivárosi kolostorával is közeli kapcsolatban állt, mert az ő apostoli szindikusuk (vagyonkezelőjük) volt.
Végrendeletét 1766. április 13-án írta, és ebben azt kérte, hogy a budavári jezsuita templomba, négy fiatalon elhunyt gyermeke mellé temessék, egyszerű szertartással, és ott mondjanak érte énekes requiemet, valamint annyi misét, ahány oltára van a templomnak. A vízivárosi ferenceseknek 100 forintot hagyott (alapítványképpen, hogy halála évfordulóin két-két misét mondjanak), csakúgy mint a várbeli ferencesek Szent Antal Testvérületének. Miután 1766. november 28-án, „belső fekély” („gangraena interna”) következtében elhunyt, végakaratát követve másnap a budavári Nagyboldogasszony templom kriptájába temette Bácsmegyei József jezsuita plébános-helyettes.

## Családja
Mayerberg Mária Erzsébetet (1710–1773. márc. 14.) vette feleségül, akinek apja, Christoph Karl Mayerberg (von Mayersbergshofen) Savoyai Jenő herceg vértes ezredének őrnagya, szekerészeti felügyelője, majd 1717-től Buda város polgára és tanácsosa volt. Házasságukból hat gyermek született: Franciska Jozefa (1741. febr. 28.), Margit Erzsébet (?, 1742), Mária Anna Erzsébet (1744. máj. 23.), Anna Margit (1747. jan. 14.), Jakab Ferdinánd (1748. dec. 15.) és egy ismeretlen gyermek. Mindegyiküknek Cetto Jakab budai városbíró és felesége voltak a keresztszülei.
Közülük Margit Erzsébet, Mária Anna Erzsébet és Anna Margit (valamint egy ismeretlen gyermek) fiatalon elhunytak, mivel Miller János Ferdinánd végrendeletében, 1766-ban azt írta, hogy négy gyermeke már a budai jezsuita templomban fekszik. Franciska Jozefa viszont Mészáros Ignác író felesége lett, Jakab Ferdinánd pedig a Magyar Nemzeti Múzeum igazgatója.

## Művei

### Nyomtatásban
- Allocutio cum publico applausu et gaudio, qua mediante sacratissimam caeseream, regiamque Majestatem occasione sui augustissimi, cum ejusdem dilectissimo conjuge, Francisco I. Romanorum imperatore, et Regni Hungariae corregente, in liberam, regiam metropolim, civitatem Budensem, adventus, senatus et communitas ad pontem navalem supra domum regiam annonariam, die octava mensis Augusti anno 1751. profundissima ac homagiali subjectione salutabat. Budae: Landerer. 1751.

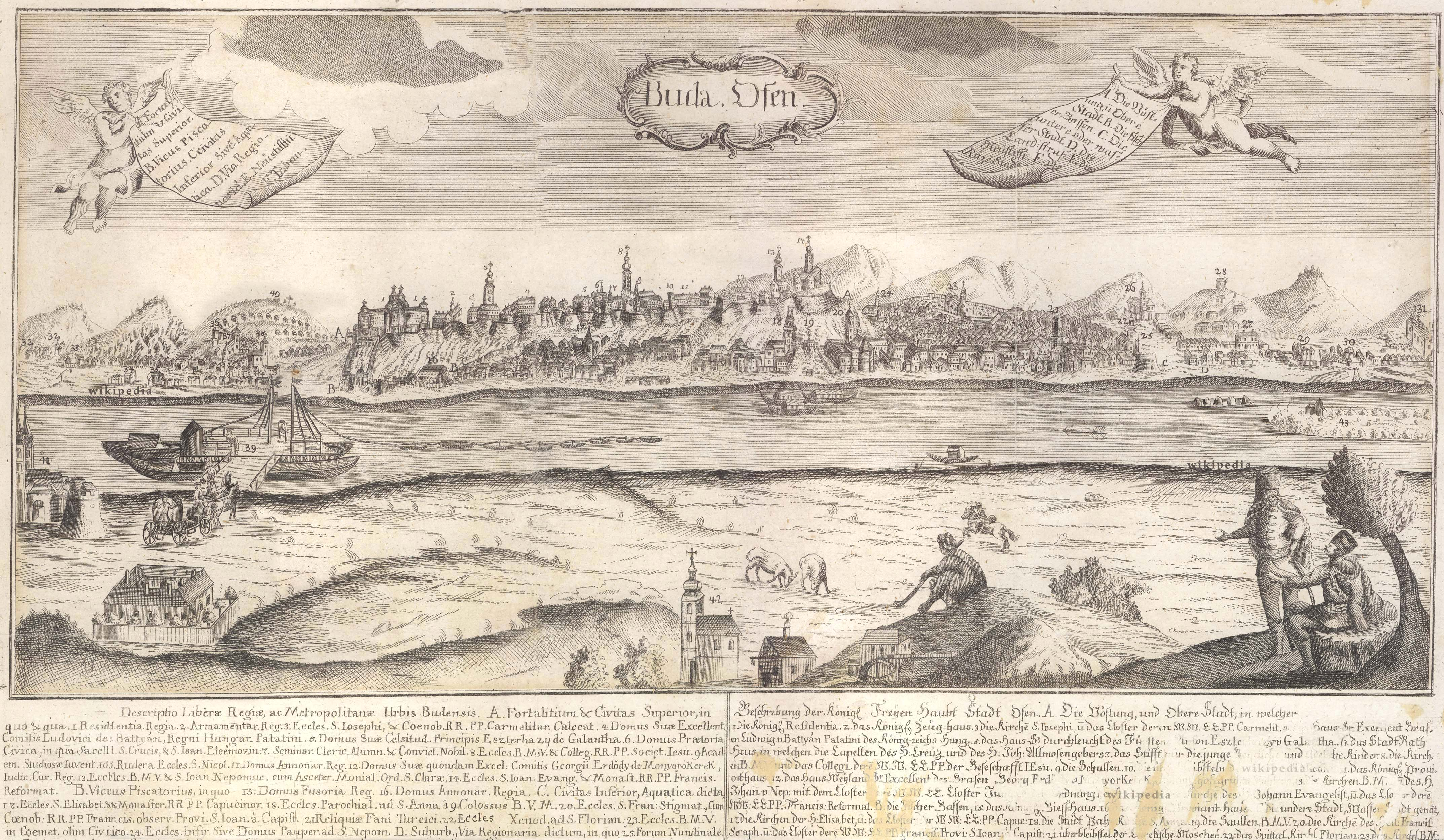
Buda és Pest látképe, Miller János Ferdinánd Epitome vicissitudinum … de … urbe Budensi című könyvének melléklete (Binder János Fülöp műve, 1760)

- ↑ Miller 1760:  Epitome vicissitudinum et rerum memorabilium de libera regia ac metropolitana urbe Budensi ab ejus nativitate anno quippe MCCXLII ad praesentem usque annum MDCCLX. Budae: Landerer. 1760.   – Binder János Fülöp által rajzolt és metszett városképpel, térképpel.
- Tractatus de processu cridali seu concursu creditorum ex praejudiciis, mandatis regiis et ordinariourum i. regni Hungariae judicum, aliisque observationibus compliatus. Budae: Landerer. 1764.

### Kéziratban
- Descriptio parochiarum et piarum causarum in L. R. ac Metr. Civitate Budensi existentium, 1755 (Budapest Főváros Levéltára, XV.9: Kéziratok gyűjteménye, 21).
- Historiographia de ecclesiarum tum parochialium, cum religiosorum, sacellorum, colossorum et piarum fundationum in libera regia ac metropolitana civitate Budensi numero, localitate, ortu, progressu, et moderno statu, cum subjuncta visitationis canonicae serie, 1757 (Budapest Főváros Levéltára, XV.9: Kéziratok gyűjteménye, 22; másolata: Országos Széchényi Könyvtár kézirattára, Fol. Lat. 400, tom IV, ff. 112-336).
- Juris prudentia libri tres (Országos Széchényi Könyvtár Kézirattára, vö. Szinnyei József: Magyar írók élete és munkái VIII. (Löbl–Minnich). Budapest: Hornyánszky. 1902.   1424. o. )
- Dissertatio de jure asyli (vö. Trausch, Joseph: Schriftsteller-Lexikon oder biographisch-literärische Denk-Blätter der Siebenbürger Deutschen. Kronstadt: Gött. 1870.   II., 435. o. )
- Mein Johann Ferdinand Miller Letzter Will (végrendelet), Buda, 1766. ápr. 13. (Budapest Főváros Levéltára, IV.1002: Buda Város Tanácsának iratai, y: Végrendeletek/Testamenta, 1766, I.1590-1591).